# اليوم العالمي للغة الروسية
اليوم العالميّ للُّغة الرُوسِيّة هو يوم عالميّ يتمّ بهذه المناسبة الاحتفاء باللُّغة الرُوسِيّة في 6 يُونيو / حُزيران من كُلّ عام.

## معلُومات أساسية
في إطار جُهُود الأمم المُتحدة لتعدّد اللُغات والثقافات، ولرفع مُستوى الوعي التّاريخيّ والثّقَافِيّ وإنجازات كُلّ لُّغة من اللُغات. وبناءً على مُبادرة اليُونيسكُو، المنظّمة العالميّة للتّربِية والثّقافة والعُلُوم، أعلن في 19 شباط / فبراير 2010 الاحتفال بكُلّ لُّغة من اللُغات الرّسميّة للأمم المُتحدة، وتقرّر تكريم اللُّغة الرُوسِيّة في 6 يُونيو / حُزيران الّذي يتزامن مع يوم ميلاد شاعر رُوسيَا العظيم ألِكسندر بُوشكِين.

## انظُر أيضاً
- لُّغة رُوسِيّة
- ألِكسندر بُوشكِين
- اليوم العالمي للغة الأم

## وصلات خارجية
- اليوم العالميّ للُّغة الرُوسِيّة (موقع الأمم المتحدة على الإنترنت باللُّغة الرُوسِيّة).